# Глетчерная блоха
Глетчерная блоха (лат. Desoria saltans) — мелкая ногохвостка из семейства Isotomidae отряда Entomobryomorpha. Европа.

## Описание
Взрослые особи достигают в длину 1,5—2,5 мм, тело покрыто волосками, окраска тела чёрная. Родовое латинское название дано Э. Николе в честь швейцарского исследователя Эдуара Дезора, который обнаружил этих членистоногих на леднике Монте-Роза, а позднее и на других альпийских ледниках. Название «блоха» дано этому насекомому за способность прыгать подобно другим коллемболам. Глетчерная блоха живёт при весьма невысокой температуре. Она выносит замораживание и оживает при оттаивании. Питается крионитом (смесь хвойной пыльцы, частичек почвы и других органических и минеральных компонентов), остатками растений, а также водорослями рода хламидомонада. Из различных сахаров глетчерная блоха вырабатывает своего рода антифриз, который позволяет ей выжить при температуре −10…−15 °C. Температура выше +12 °C смертельна для этих животных. Оптимальная температура — около 0 °C. Яйца оранжевого цвета откладываются зимой в лед и снег.